# Галлоциа, Пьетро
Пьетро Галлоциа (итал. Pietro Gallozia, его фамилию также пишут как Gallocia, Galluzzi, Galozia) — итальянский кардинал. Декан Коллегии кардиналов c 1206 по 14 марта 1211.

## Биография
Апостольский субдиакон и правитель Кампаньи в период понтификата Александра III. Консистория сентября 1191 года провозгласила его кардиналом-епископом Порто-Санта Руфина. Участвовал в выборах папы римского 1191 года (Целестин III). В 1192—1193 вместе с кардиналом Джованни Феличи назначен папским легатом в Константинопольский суд. Кардинал Лотарио деи Конти ди Сеньи посвятил ему работу «De Miseria Humanae conditionis».
Участвовал в выборах папы 1198 года (Иннокентий III) был избран. Весной 1201 года, папа Иннокентий III послал его легатом в Королевство Сицилии. В 1204 году, он участвовал в коронации короля Арагона Педро II в Риме. 18 мая 1208 года, он освятил алтарь римского Пантеона.